# Runenstein von Sövestad

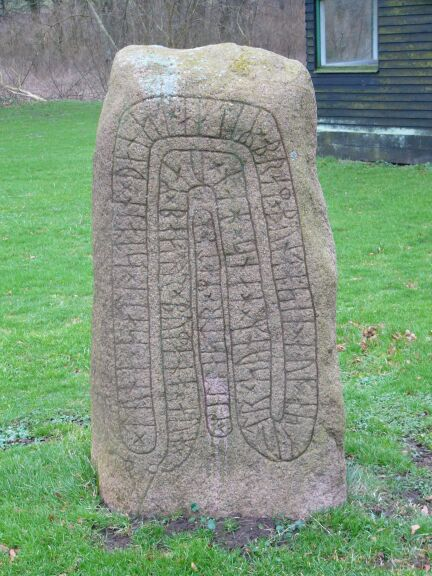
Runenstein von Sövestad

Der Runenstein von Sövestad (DR 291; Sövestadstenen 2) ist ein Runenstein aus Krageholm bei Sövestad in der Provinz Schonen in Schweden aus der Wikingerzeit, etwa um 960/1050. 
Der Granitstein ist etwa 1,5 Meter hoch und trägt eine Runeninschrift in einer Schlangenbandform vom Typ Fp.
Der Runenstein wurde 1757 in einem Grab in der Nähe des Schlosses Krageholm gefunden. Auf dem Gelände des Schlosses war auch ein Bildstein (Sövestadstenen 1) gefunden worden und möglicherweise ein weiterer Runenstein.
Inschrift
× tuna × sati × stain × þansi × aftiR × bram × bunta : sin × auk × askutr × sunR × hans × han × uaR × bastr × bumana × auk × ¶ × miltastr × mataR
deutsch
Tonna setzte diesen Stein im Gedenken an Bramr, ihren Ehemann, und auch ihr Sohn Ásgautr (tat dies). Er war der beste Staatsmann und der mildeste Geber von (Lebensmittel-)Gaben